# 莫納斯特里謝 (切爾尼戈夫州)
50°48′43″N 32°9′39″E / 50.81194°N 32.16083°E
莫納斯特里謝（羅馬化：Monastyryshche）是位於烏克蘭北部切爾尼希夫州普里盧基區的村莊，始建於1600年，面積14.3平方公里，海拔高度127米，2001年人口1,149，人口密度每平方公里0.08人。